# Флаг сельского поселения Юрцовское
Флаг муниципального образования сельское поселение Юрцовское Егорьевского муниципального района Московской области Российской Федерации — опознавательно-правовой знак, служащий официальным символом муниципального образования.
Флаг утверждён 25 марта 2011 года и 2 ноября 2011 года внесён в Государственный геральдический регистр Российской Федерации с присвоением регистрационного номера 7226.

## Описание
«Прямоугольное зелёное полотнище с отношением ширины к длине 2:3, вдоль верхнего края которого — красная полоса шириной 5/18 от ширины полотнища, воспроизводящее фигуры из герба Юрцовского сельского поселения, выполненные жёлтыми, оранжевыми, белыми, серыми и голубыми цветами».
Геральдическое описание герба гласит: «В зелёном поле под червлёной главой, обременённой выходящей вниз из серебряного облака рукой (дланью) в лазоревом рукаве, держащей зелёное поле за край, поверх золотой нити в столб — четыре застежки кафтана (из тесьмы, с пуговицами, накидными петлями и с кистями) того же металла».

## Символика
Юрцовское поселение было создано объединением 4-х сельских округов: Двоенского, Подрядниковского, Починковского и Полбинского. На территории этих округов в XVII—XIX веках были обширные владения 4-х известных родов России — Романовых, Беклемешевых, Мусиных-Пушкиных, Новосильцевых. Изображённые на зелёном части флага четыре золотых застёжки — аллегория боярского кафтана (символа князей и влиятельных на Руси землевладельцев), символизирует и эти сельские округа, и эти дворянские (боярские) роды.
Ранее земли Егорьевского района входили в состав Рязанского княжества. На флаге Рязанской области изображён князь, одетый в зелёный кафтан с золотыми застёжками. Зелёное полотнище сельского поселения Юрцовское с жёлтыми (золотыми) застёжками — символизирует связь прошлого с настоящим.
Красная часть полотнища с выходящей из облака рукой показывает то, что сельское поселение Юрцовское входит в состав Егорьевского муниципального района, на флаге которого также изображена выходящая из облака рука, что подчёркивает единство муниципальных образований.
Зелёный цвет символизирует весну, здоровье, природу, надежду.
Красный цвет — символ мужества, жизнеутверждающей силы и красоты, праздника, труда.
Белый цвет (серебро) — символ чистоты, ясности, открытости, божественной мудрости, примирения.
Голубой цвет (лазурь) — символ возвышенных устремлений, искренности, преданности, возрождения.
Жёлтый цвет (золото) — символ высшей ценности, величия, великодушия, богатства, урожая.